# Amare è...
Amare è... è un film sentimentale statunitense del 1996 scritto e diretto da Michael Goldenberg e interpretato da Christian Slater e Mary Stuart Masterson.

## Trama
Lisa Walker è una dirigente d'azienda che si è abituata a stare da sola ma la cosa non le va molto a genio. È stata abbandonata dai suoi genitori naturali e poi ha trascorso la maggior parte della sua infanzia allevata da Stanley, un padre adottivo che, conseguentemente alla morte di sua moglie, non ha l'ha mai veramente amata.
Un giorno Lisa viene a sapere che Stanley è deceduto. Sola nel suo appartamento, dopo aver tentato di nutrire il suo animale domestico ormai morto, ha uno scatto di nervi e piange incontrollabilmente. Il giorno dopo, al lavoro, le vengono consegnati inaspettatamente dei fiori da un ammiratore segreto. Perplessa, chiede al fattorino di fornirle informazioni su chi sia l'ammiratore segreto, e questi le riferisce che il mittente vuole rimanere anonimo. Lisa effettua una breve indagine tra le sue amiche e visita il negozio di fiori senza successo.
Successivamente è proprio il fiorista a confessare di averli mandati. Lewis, questo il suo nome, gestisce un negozio di fiori e spesso fa lunghe passeggiate notturne per il quartiere, cercando di dimenticare la moglie e il figlio ormai defunti. L'uomo, vedendo Lisa piangere alla sua finestra ha confidato nel fatto che le rose l'avrebbero tirata su di morale. In poco tempo, Lisa e Lewis iniziano a frequentarsi, ma ognuno ha problemi emotivi da risolvere prima che la loro storia possa avere un lieto fine.

## Accoglienza
Rotten Tomatoes dà al film una valutazione del 19% basata sulle recensioni di 16 critici.
Roger Ebert ha dato alla pellicola un voto di 2 su 4.
Jack Mathews del Los Angeles Times è stato critico nei confronti della trama troppo prevedibile, ma ha elogiato le interpretazioni.

## Colonna sonora
La colonna sonora è firmata da Michael Convertino, con l'inclusione di brani di differenti artisti come Sarah McLachlan, Scarlet, The Borrowers.
1. Boom – 3:57 – Michael Convertino
2. Tuesday – 3:03 – Michael Convertino
3. Dream – 2:40 – Michael Convertino
4. Independent Love Song – 3:50 – Scarlet
5. Too Much Perfection – 1:45 – Michael Convertino
6. I Looked Up – 2:57 – Michael Convertino
7. Ice Cream – 2:46 – Sarah McLachlan
8. In Winter – 1:51 – Michael Convertino
9. Amelia and the King of Plants – 3:09 – Michael Convertino
10. Family – 2:14 – Michael Convertino
11. Wait – 1:58 – Michael Convertino
12. Killing Time – 3:33 – Daniel O'Brien
13. Nervous Heart – 3:24 – The Borrowers
14. Snow Fell On Walter – 2:29 – Michael Convertino